# Hannes Beckmann
Hannes Beckmann (Bielefeld, 24 augustus 1950 – München, 17 maart 2016) was een Duits jazzmusicus en componist.

## Biografie
Beckmann nam zijn eerste album, dat hij speelde op viool, op op 17-jarige leeftijd. In 1972 richtte hij met Braziliaanse musici de jazzband SINTO op. Bekende artiesten zoals Werner Pirchner en Tom van der Geld speelden in de band. In 1990 was hij een van de mede-oprichters van Jazzfest München, waar hij met bekende jazzmuzikanten zoals Philip Catherine optrad. Hij was ook verbonden aan de Hogeschool voor Muziek en Theater München.
Beckmann overleed in 2016 op 65-jarige leeftijd.
- Gemeinsame Normdatei: 118508199
- International Standard Name Identifier: 0000 0000 1320 5380
- MusicBrainz: f5c6498e-fbba-486b-8f2e-d21ecc535ccf
- Virtual International Authority File: 8178594
- WorldCat: E39PBJjHdjPXg3wP7By9vG3xXd